# Løgnens Ansigter
Løgnens Ansigter er en amerikansk stumfilm fra 1921 af Cecil B. DeMille.

## Medvirkende
- Dorothy Dalton som Poll Patchouli
- Conrad Nagel som Arthur Phelps
- Mildred Harris som Rosa Duchene
- Theodore Kosloff som John Roderiguez
- John Davidson som Talaat-Ni
- Julia Faye som Samaran
- Clarence Burton som Manuel
- Guy Oliver som Briggs